# Bracon anticedilatatus
Bracon anticedilatatus är en stekelart som beskrevs av Granger 1949. Bracon anticedilatatus ingår i släktet Bracon och familjen bracksteklar. Inga underarter finns listade.